# Hieronim Arsengo
Hieronim Arsengo (ur. ?, przed 30 kwietnia 1610 r.) – duchowny katolicki, franciszkanin, biskup bakowski od 1607 r.
Przed nominacją biskupią sprawował funkcję gwardiana klasztoru franciszkanów we Lwowie. Prekonizowany 17 lutego 1607 r., przeniósł rezydencję biskupią ze zniszczonego przez Turków Curtea de Argeș do Bakowa. Używał tytułu biskup Argeș i Bakowa.